# Rhyacophila dactyloidis
Rhyacophila dactyloidis är en nattsländeart som beskrevs av Sun och Yang 1995. Rhyacophila dactyloidis ingår i släktet Rhyacophila och familjen rovnattsländor. Inga underarter finns listade i Catalogue of Life.